# صانع السلام (فلم)
صانع السلام ويسمى ذا بيس ميكر (بالإنجليزية: The Peacemaker) هو فيلم أمريكي من نوع الإثارة والمواجهة. أنتج الفيلم سنة 1997م، ومثل فيه كل من جورج كلوني ونيكول كيدمان .

## قصة الفيلم
يتحدث الفيلم عن مطاردة أحد عناصر المجرمة.

## وصلات خارجية
- صانع السلام على موقع IMDb (الإنجليزية)
- صانع السلام على موقع ميتاكريتيك (الإنجليزية)
- صانع السلام على موقع روتن توميتوز (الإنجليزية)
- صانع السلام على موقع نتفليكس (الإنجليزية)
- صانع السلام على موقع قاعدة بيانات الأفلام العربية
- صانع السلام على موقع ألو سيني (الفرنسية)
- صانع السلام على موقع Turner Classic Movies (الإنجليزية)
- صانع السلام على موقع أول موفي (الإنجليزية)
- صانع السلام على موقع بوكس أوفيس موجو (الإنجليزية)
- صانع السلام على موقع فيلمافينيتي (الإسبانية)